# Cattedrale di Santa Maria (Lodi Vecchio)
La cattedrale di Santa Maria era la cattedrale dell'antica città di Lodi (Laus Pompeia, attuale Lodi Vecchio).

Perse le sue funzioni in seguito alla costruzione del duomo di Lodi nuova, e fu sconsacrata ed abbattuta al principio del XIX secolo.

## Storia

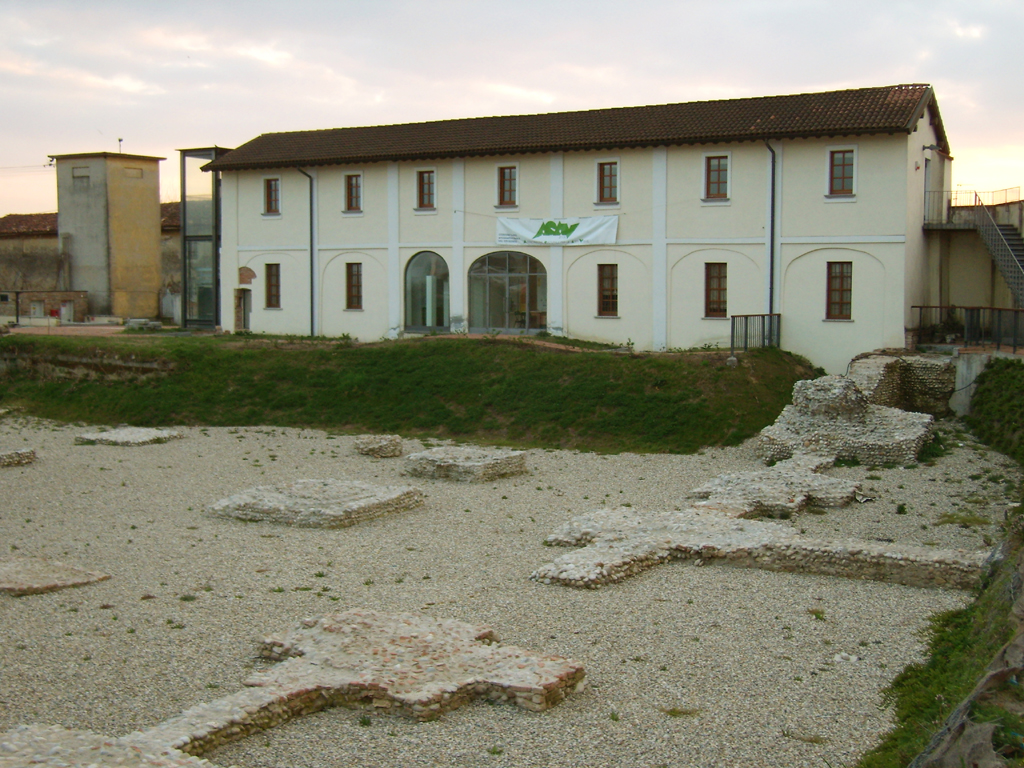
Il cosiddetto "Conventino" e i resti della cattedrale

In seguito all'istituzione della diocesi laudense (IV secolo) il primo vescovo, San Bassiano, fece costruire una basilica dedicata ai XII Apostoli, posta fuori delle mura cittadine, lungo la strada per Piacenza.
 che però non è mai stata cattedrale della diocesi laudense. 
Fondata probabilmente nel V secolo (o anche esistente prima dell'arrivo di San Bassiano), utilizzando un grandioso edificio romano (si suppone si potesse trattare della basilica romana ) posto sul Foro, prospiciente il cardo maximus.
Secondo la tradizione, in questo edificio subirono il martirio 1486 cittadini lodigiani cristiani, al tempo delle persecuzioni di Diocleziano e Massimiano.

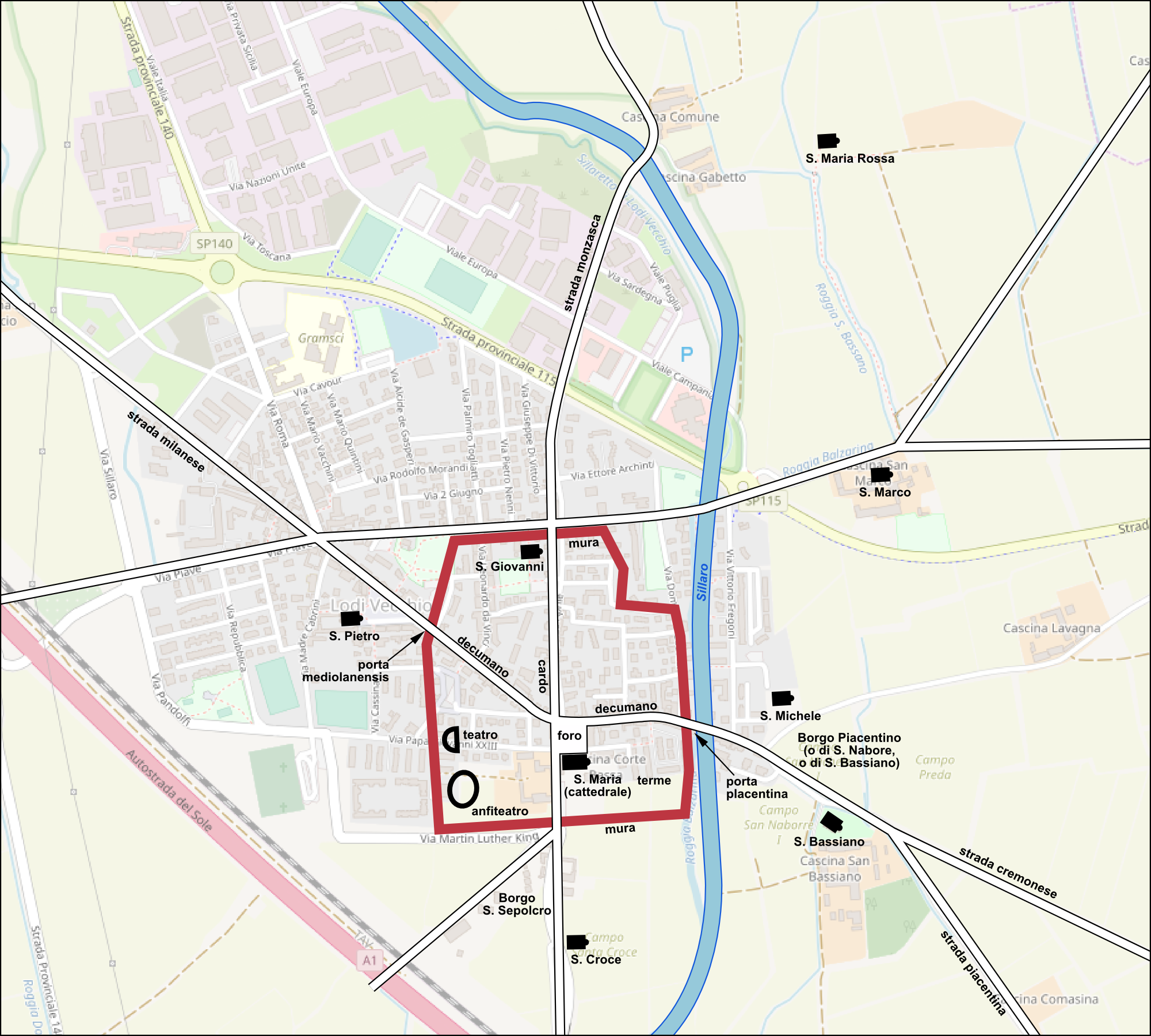
Posizione della Cattedrale nella città di Laus Pompeia

La nuova cattedrale divenne il maggior centro religioso di Laus, sede ininterrotta della diocesi, sino alla seconda distruzione della città, nel 1158, quando tutto l'episcopio si trasferì nella nuova Lodi.
Morta Laus, la sua cattedrale continuò ad esistere come semplice chiesa, intorno alla quale si formò un piccolo centro abitato, detto Santa Maria di Lodivecchio, con status di comune autonomo. Si ha notizia di una grande opera di ricostruzione nel 1382, voluta dal vescovo Paolo Cadamosto, finanziata interamente tramite elemosine.
Nel 1457 l'ex cattedrale fu affidata ai Canonici regolari di Sturla, una piccola comunità di frati elemosinieri. Secondo fonti ottocentesche, furono i Canonici ad attuare la riduzione della chiesa, nel 1620, a poco più della metà in grandezza, ricavando ambienti abitativi trasformando la prima campata nell'edificio ancora oggi noto come Conventino.  Questo priorato venne soppresso nel 1653, in virtù della bolla di papa Innocenzo X, che ordinava la soppressione dei conventi che non potevano sostentare dodici soggetti.
Nel 1690 la chiesa venne acquistata dall'ordine delle suore Orsoline. Nel 1700 fu loro donato il corpo di un martire cristiano trovato in una catacomba romana, su cui era la scritta "Fedelis". Le reliquie furono traslate in chiesa con grande devozione, dando così inizio al culto di San Fedele.
La vecchia cattedrale era però malridotta, e il suo utilizzo terminò con la soppressione dell'ordine delle Orsoline, avvenuto il 7 settembre 1811.
L'8 novembre dello stesso anno vi fu il trasferimento del corpo di San Fedele, presso la chiesa parrocchiale di San Pietro.
Il complesso, divenuto di proprietà privata, subì una completa distruzione con la dinamite nel 1879.
Rimangono solo sporadiche descrizioni; uno schizzo tratto da una planimetria del 1638, una pianta del XVIII secolo, un disegno dei primi anni dell'Ottocento, oltre all'unico elemento architettonico superstite (il pilastro e parte della torre campanaria, inglobati in un angolo della casa padronale della cascina di "Corte Bassa", probabilmente già Palazzo Vescovile).

## Caratteristiche

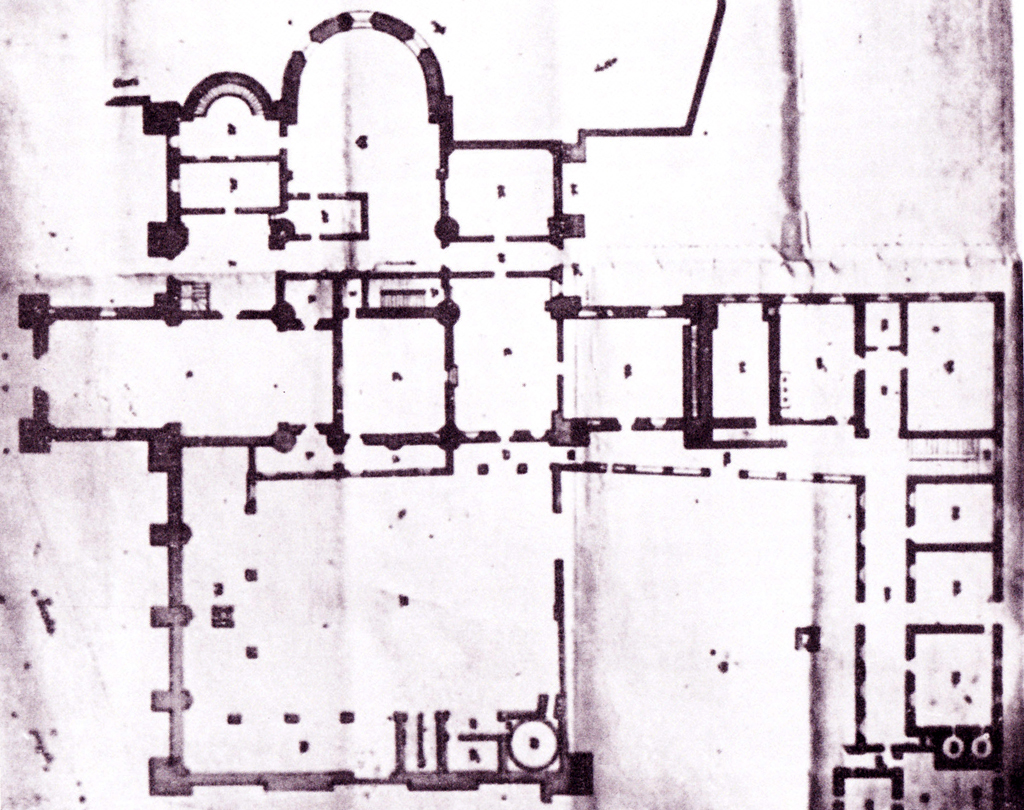
Pianta di anonimo (inizi XIX del secolo)

La cattedrale fu costruita sul lato sud dell'antico foro romano (attuale piazza Santa Maria), con la facciata posta sul cardo massimo e le absidi rivolte ad est.

A quanto risulta dagli scavi e da una pianta del XVIII secolo, negli ultimi secoli la chiesa era a 3 navate, con 3 absidi e transetto sporgente.

Annesso alla cattedrale, probabilmente sul lato sud, era il palazzo vescovile.